# Byänka
Byänka (Vidua chalybeata) är en fågel i familjen änkor inom ordningen tättingar.

## Utseende och läte
Byänkan är en liten (10–11 cm) finkliknande fågel. Hane i häckningsdräkt är helt glansigt svart, medan hona och hane utanför häckningstid är streckad och brun på ryggen, ljus under och tydligt tecknad i ansiktet. Den liknar då icke-häckande dominikaneränka men urskiljer sig genom röda ben. Färgen på näbben varierar geografiskt, från röd i sydöstra Afrika till vitaktig i västra, norra och centrala Afrika. Den röda näbbfärgen skiljer den från andra änkor i sitt område, medan övriga bestånd är mycket lika andra arter. Hane i häckningsdräkt har dock helsvart vinge utan ljusare vingpanel. Arten härmar amaranterna de boparasiterar (se Levnadssätt nedan), med låga skallrande serier och ljusa visslingar.

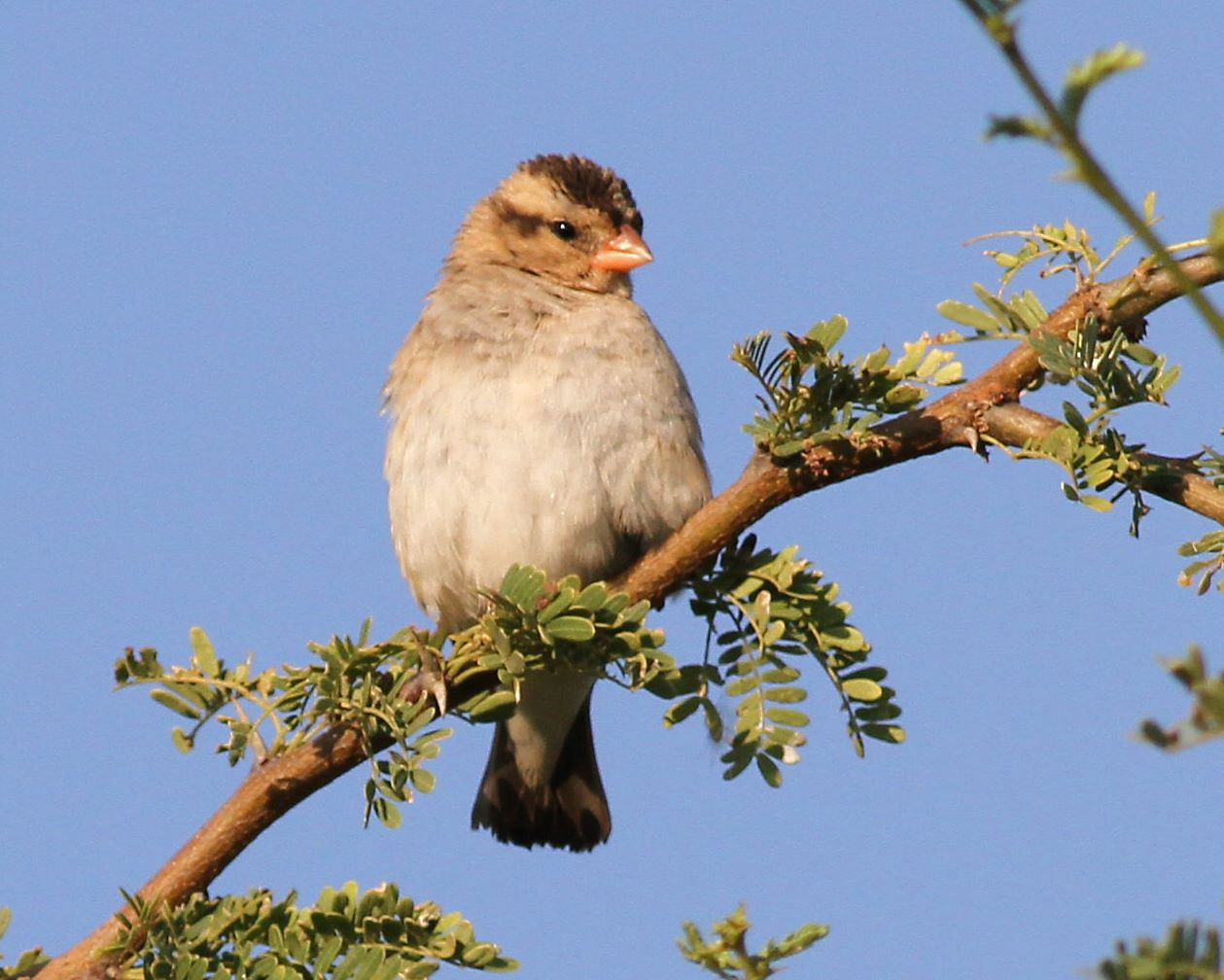
Honfärgad.

## Utbredning och systematik
Byänkam har en vid utbredning i stora delar av Afrika söder om Sahara. Den delas in i sex underarter med följande utbredning:
- Vidua chalybeata chalybeata – Senegal till Mali
- Vidua chalybeata neumanni – östra Mali, norra Elfenbenskusten och Burkina Faso österut till Sudan och Sydsudan
- Vidua chalybeata ultramarina – Eritrea och Etiopien
- Vidua chalybeata centralis – östra Demokratiska republiken Kongo till Uganda, Rwanda, Kenya och västra Tanzania
- Vidua chalybeata okavangoensis – Angola till Botswana, norra Namibia och västra Zambia
- Vidua chalybeata amauropteryx – kustnära östra Afrika från södra Somalia till Sydafrika

Rödnäbbade underarten amauropteryx har tidigare behandlats som egen art på grund av sin avvikande näbbfärg. Den samhäckar dock i stor utsträckning med vitnäbbade byänkor, har samma läten och konkurrerar om samma honor. Tidigare behandlades byänkan som samma art som rosenamarantsänka, fonioänka, vaktelastrildänka, zambeziänka, svartänka och purpurglansänka. Dessa skiljer sig dock något åt i häckningsdräkt hos hanen, i ben- och näbbfärg, vanligen också i läten samt i vissa fall i dräkt hos ungarna. Upp till fyra arter häckar sympatriskt, utan några morfologiska bevis för hybridisering. Möjligen hybridiserar dock arten tillsammans med svartänka i södra Demokratiska Republiken Kongo och purpurglansänka i nordöstra Tanzania.

## Levnadssätt
Byänkan hittas i savann, buskmarker, jordbruksområden och, som namnet avslöjar, i byar och städer. Den ses ofta nära bebyggelse, födosökande där det finns riklig tillgång på Echinochloa och andra liknande grässorter. Den förekommer från havsnivån i västra och östra Afrika till över 1600 meters höjd i Kenya och 2000 meter i Etiopien. Liksom andra änkor är byänkan en boparasit. Just denna art specialiserar sig på bon av brun amarant och rödnäbbad amarant.

## Status
Arten har ett stort utbredningsområde och beståndet anses stabilt. Internationella naturvårdsunionen IUCN listar den därför som livskraftig (LC).

## Namn
Arten har på svenska även kallats atlasfink.